# 冀察军区
冀察军区为抗日战争期间，中国共产党领导下的抗日根据地，为晋察冀边区所辖的二级军区之一。

## 軍區歷史
1944年，冀中区的形势恢复到1940年秋的局面，根据中共中央军委7月指示，9月至11月，晋察冀军区先后成立了冀中、冀晋、冀察、冀热辽四个二级军区。 1944年10月20日冀察军区成立：
- 司令员郭天民
- 政委兼政治部主任刘道生
- 副司令员韩伟
- 副政治委员刘杰
- 参谋长易耀彩
- 副参谋长李天焕
- 第一军分区（易县、涞源、保定西部）：司令员萧应棠，政委杨士杰/周小舟
  - 第3团
  - 第25团
  - 第45团
- 第十一军分区（平西军分区）司令员萧文玖，政委杜存/高鹏先
  - 第7团
  - 第44团
- 第十二军分区（平北军分区）司令员覃国翰/詹大南，政委段苏权
  - 第10团
  - 第40团
  - 察蒙骑兵支队
- 第十三军分区（察南军分区）。辖广灵、阳原、天镇、蔚县、涿鹿等县。司令员何能彬/熊奎，政委武光，副政委兼政治部主任罗平
  - 第20团：从第一军分区调归第十三军分区担任主力团
  - 独立团
  - 蔚涿支队
- 第十九军分区（察北军分区）：1945年8月大反攻后成立。司令员陈宗坤，政委李光辉
  - 骑兵第1团
  - 骑兵第2团：1947年7月下旬，在陶林县红格尔图东山与鹗友三骑兵师一大股相遇，激战4个多小时，歼敌500多人，缴获战马300多匹、各种枪支400余支，鹗友三元气大伤。被称为“红格尔图遭遇战”。
  - 骑兵第3团
- 冀察军区教导大队

1945年8月8日苏联对日宣战后，中共中央、中央军委下达大反攻命令。冀察军区的任务是以主力夺取宣化、张家口、张北、多伦、沽源、康保、宝昌等城。 冀察军区司令员郭天民、政治委员刘道生指挥冀察第一军分区、第十一军分区、冀中第十军分区、冀热辽第十四军分区从西、南、东三面向北平逼近。第一军分区、第十一军分区主力从西南面向北平进攻前进，推进到长辛店、丰台附近。 冀察第十二军分区和第十三军分区部队进攻张家口。8月16日，冀察第10团、第40团、第20团和蔚涿支队从东、西、南三面向张家口进攻，独立第5团、宣怀支队、延安支队和当地民兵在怀来、土木堡、沙城段破击以阻止日军沿平绥铁路撤退。8月20日开始向张家口进攻。8月23日从日军和伪蒙军手中光复解放张家口市和万全城，歼灭日伪军2000多人，缴获步枪1万多支、轻重机枪20多挺、炮50门、弹药库10余座、物资仓库60多座、骡马上万匹，并俘获伪蒙疆政府副主席及张家口市长等。冀察军区地方部队和民兵收复了涿鹿、尚义、崇礼等县城，攻占了怀来火车站、下花园发电厂。苏蒙联军解放了多伦、康保、宝源、化德、察哈尔盟、锡林郭勒盟。
1945年10月组建两个野战纵队，1945年11月两个纵队划归晋察冀第一野战军建制。12月两个纵队由晋察冀军区直辖。
- 冀察（郭天民）纵队：司令员郭天民，副政委兼政治部主任李天焕，参谋长易耀彩。
  - 第六旅：由即易满涞徐一分区部队第3、25、45团为基础，将新1、新3团分散补入各团，改称第16、17、18团。旅长肖应棠、政治委员龙道权。1946年6月，第6旅第18团和冀察军区第11军分区独立团合并，组建冀察军区独立第4旅。
  - 第七旅：由平西十一分区第7、新5、第44团为基础，将新4团分散补入各团，改称第19、20、21团。旅长肖文玖、副旅长晨光、副政治委员李水清。
  - 第九旅：由察南十三分区之第20团改称第25团、新8团、新9团合编为第26团。旅长熊奎、政治委员黄连秋
  - 骑兵旅：以察北十九分区三个骑兵大队扩编为骑兵第1、2、3团编成。旅长陈宗坤、政治委员李光辉。
- 冀察（刘道生）纵队：1945年10月由由冀察军区第一、第十二、第十三军分区部队各一部组成。纵队政委刘道生。
  - 第8旅：以平北十二分区之第10、40团和龙崇赤支队为基础，扩编为第22、23、24团组成。旅长詹大南，政委刘国梁。辖第22、第23、第24、第29团。1946年4月，第22、第24团整编为冀察军区独立第5旅。
  - 第10旅：主力团组成野战纵队后，冀察下属各军分区又组建独立团，其中第一军分区增编第28团、第十三军分区增编第27团，被合编为第10旅。旅长马辉，政委严庆堤。辖第20团、第27团、第28团。

冀察军区刘、郭纵队合称为冀察纵队，郭天民任司令员，李天焕任副政治委员兼政治部主任，易耀彩任参谋长，下辖第6、第7、第8、第9、第10旅和骑兵旅，共2．5万余人。纵队组成后，同月，参加绥远战役，攻克隆盛庄、武川等城镇。
1946年3月，冀察纵队进行整编，复员1.3万余人，撤销第9、第10旅番号，将部队分别补入其他各旅；骑兵旅调出。辖第6、第7、第8旅。
1946年3、4月晋察冀军区精简整编，第1、第11军分区合并为第4军分区；第12、第13、第19军分区依次改称第5、第6、第7军分区；第6旅第18团与冀察军区第11军分区独立团合并为独立第4旅；第8旅第22、第24团整编为冀察军区独立第5旅。冀察纵队辖第4旅（原第6旅）、第5旅（原第7旅）。整编后冀察军区辖：
- 第4军分区：第1军分区、第11军分区合并。司令员熊奎，政治委员周小舟
- 第5军分区：司令员钟辉琨，政治委员马天水
- 第6军分区，司令员纪亭榭，政治委员杨士杰，副政委罗平。1949年4月组建华北军区独立步兵第209师，以察哈尔军区警备2团、独立7团合编为625团，以察哈尔军区警备1团、独立13团合编为626团，以察哈尔军区原警备3、4团合并为627团。
- 第7军分区，司令员陈宗坤，政治委员梁振中
- 独立第4旅，旅长马辉，政治委员黄连秋
- 独立第5旅，旅长詹大南，政治委员刘国梁

1946年11月4日冀察军区与张家口卫戍司令部合并为察哈尔军区。第4、第6军分区和独立第4旅划归察哈尔军区建制；平绥铁路以北部分的第5、第7军分区、独立第5旅划归新组建的冀热察军区建制。